# Wave Race: Blue Storm
Wave Race: Blue Storm (ウェーブレース ブルーストーム?, Uēbu Rēsu Burū Sutōmu) è un simulatore di guida di moto d'acqua del 2001 pubblicato da Nintendo per Nintendo GameCube. Seguito del titolo Wave Race 64, appartenente alla serie Wave Race, il gioco è uno dei titoli di lancio della console.